# Theridion petraeum
Theridion petraeum är en spindelart som beskrevs av Ludwig Carl Christian Koch 1872. Theridion petraeum ingår i släktet Theridion och familjen klotspindlar. Inga underarter finns listade i Catalogue of Life.